# Петревичи (Брестская область)
Петре́вичи (бел. Пятрэвічы) — деревня в Барановичском районе Брестской области Белоруссии. Входит в состав Новомышского сельсовета. Население — 45 человек (2019).

## География
Находится в 13,5 км по автодорогам к северо-западу от центра Барановичей и в 3 км к северу от центра сельсовета, деревни Новая Мышь. К северо-востоку от деревни протекает река Мышанка. Там же находится Петревичское водохранилище.

## История
Обозначена на карте Шуберта первой половины XIX века. По переписи 1897 года — деревня Новомышской волости Новогрудского уезда Минской губернии, 26 дворов. В 1909 году — 49 дворов.
С 1921 года в составе межвоенной Польши, в гмине Новая Мышь Барановичского повета Новогрудского воеводства. По переписи 1921 года здесь числилось 54 жилых здания, в которых проживал 251 человек (117 мужчин, 134 женщины), из них 210 белорусов и 41 поляк (по вероисповеданию — 220 православных и 31 римский католик).
С 1939 года деревня в составе БССР. В 1940—57 годах — в Новомышском районе Барановичской, с 1954 года Брестской области. Затем район переименован в Барановичский. С конца июня 1941 до 8 июля 1944 года была оккупирована немецко-фашистскими захватчиками.

## Население
По состоянию на 1 января 2023 года в деревне проживало 57 человек в 33 хозяйствах, в том числе 7 моложе трудоспособного возраста, 27 в трудоспособном возрасте и 23 — старше трудоспособного возраста.
| Численность населения (по переписи) | Численность населения (по переписи) | Численность населения (по переписи) | Численность населения (по переписи) | Численность населения (по переписи) | Численность населения (по переписи) | Численность населения (по переписи) | Численность населения (по переписи) | Численность населения (по переписи) |
| 1897                                | 1909                                | 1921                                | 1939                                | 1959                                | 1970                                | 1999                                | 2009                                | 2019                                |
| ----------------------------------- | ----------------------------------- | ----------------------------------- | ----------------------------------- | ----------------------------------- | ----------------------------------- | ----------------------------------- | ----------------------------------- | ----------------------------------- |
| 298                                 | ↗420                                | ↘251                                | ↗412                                | ↘356                                | ↘278                                | ↘88                                 | ↘64                                 | ↘45                                 |

## Инфраструктура
К юго-западу от деревни находится комплекс из 14 ферм по откорму молодняка КРС агрокомбината «Мир». Имеется кладбище, до недавнего времени действовал магазин.

## Известные уроженцы
- Иван Петрович Першукевич (1912—1980) — паровозный машинист, Герой Социалистического Труда.